# Klaus Rost
Pour les articles homonymes, voir Rost (homonymie).
Klaus-Jürgen Rost est un lutteur ouest-allemand spécialisé en lutte libre, né le 2 mars 1940 à Witten (Rhénanie-du-Nord-Westphalie, Allemagne) et mort le 10 août 2023 dans la même ville ,.

## Palmarès

### Jeux olympiques
- Médaille d’argent dans la catégorie des moins de 70 kg en 1964 à Tokyo

### Championnats du monde
- Médaille de bronze dans la catégorie des moins de 70 kg en 1963 à Sofia